# Yichun Mingyueshan Airport
Yichun Mingyueshan Airport (kinesiska: Yíchūn Míngyuèshān Jīchǎng, 宜春明月山机场) är en flygplats i Kina. Den ligger i provinsen Jiangxi, i den sydöstra delen av landet, omkring 180 kilometer sydväst om provinshuvudstaden Nanchang. Yichun Mingyueshan Airport ligger 121 meter över havet.
Runt Yichun Mingyueshan Airport är det tätbefolkat, med 343 invånare per kvadratkilometer. Närmaste större samhälle är Yichunshi, 7,4 km öster om Yichun Mingyueshan Airport. I omgivningarna runt Yichun Mingyueshan Airport växer i huvudsak blandskog.
Genomsnittlig årsnederbörd är 2 270 millimeter. Den regnigaste månaden är maj, med i genomsnitt 375 mm nederbörd, och den torraste är oktober, med 33 mm nederbörd.